# 29613 Charlespicard
A 29613 Charlespicard (ideiglenes jelöléssel 1998 SB2) a Naprendszer kisbolygóövében található aszteroida. Paul G. Comba fedezte fel 1998. szeptember 16-án.
A kisbolygót Charles Émile Pickard (1856–1941) francia matematikusról nevezték el.